# Rosaly
Rosaly est une entreprise à mission française proposant un dispositif d’émancipation financière à destination des salariés européens.
Société à impact de la technologie financière, Rosaly permet aux entreprises d’accompagner la santé financière de leurs salariés, à travers l'acompte sur salaire automatisé notamment.

## Histoire
Rosaly est fondée en 2019 par Arbia Smiti et Allan Simon. La société, appartenant à la French Tech, est décrite comme une solution contre le stress financier ressenti par les salariés et une alternative saine au découvert bancaire comme au recours aux crédits à la consommation.
Son modèle repose sur les entreprises (qui financent le service au même titre que la mutuelle pour la santé) considérées comme des relais d’éducation financière.
L’entreprise a effectué une première levée de fonds de 1,5M€ en avril 2021, puis une deuxième de 10M€ auprès de fonds d’investissement en septembre 2022,.